# Project No.9
Project No.9, Inc. (яп. 株式会社project No.9, Kabushiki-gaisha Purojekuto Nanbā Nain) — японська анімаційна студія, заснована 9 лютого 2009 року.

## Роботи

### Телесеріали
| Назва                                                        | Початок показу  | Кінець показу   | Еп. | Нотатки                                                                             | Прим.  |
| ------------------------------------------------------------ | --------------- | --------------- | --- | ----------------------------------------------------------------------------------- | ------ |
| Ro-Kyu-Bu!                                                   | 1 липня 2011    | 24 вересня 2011 | 12  | Адаптовано за ранобе написаного Сагу Аояма. спільне виробництво з Studio Blanc.     | [ 1 ]  |
| Ro-Kyu-Bu! SS                                                | 5 липня 2013    | 27 вересня 2013 | 12  | продовження Ro-Kyu-Bu!.                                                             | [ 2 ]  |
| Recently, My Sister Is Unusual                               | 4 січня 2014    | 22 березня 2014 | 12  | Адаптація манґи написаної Марі Мацузава.                                            | [ 3 ]  |
| Momo Kyun Sword                                              | 8 липня 2014    | 23 вересня 2014 | 12  | Адаптовано за ранобе написаного Kibidango Project. спільне виробництво з Tri-Slash. | [ 4 ]  |
| Girls Beyond the Wasteland                                   | 7 січня 2016    | 24 березня 2016 | 12  | Адаптація візуальної новели створеної Мінато Софт.                                  | [ 5 ]  |
| Netoge no Yome wa Onna no Ko Janai to Omotta?                | 7 квітня 2016   | 23 червня 2016  | 12  | Адаптовано за ранобе написаного Шибай Кінеко.                                       | [ 6 ]  |
| Kenka Bancho Otome: Girl Beats Boys                          | 12 квітня 2017  | 28 червня 2017  | 12  | Адаптація з відеогри Spike Chunsoft. спільне виробництво з A-Real.                  | [ 7 ]  |
| Chronos Ruler                                                | 7 липня 2017    | 30 вересня 2017 | 13  | Адаптація маньхви написаної Джеа Пон                                                | [ 8 ]  |
| Angel's 3Piece!                                              | 10 липня 2017   | 25 вересня 2017 | 12  | Адаптовано за ранобе написаного Sagu Aoyama                                         | [ 9 ]  |
| The Ryuo's Work Is Never Done!                               | 8 січня 2018    | 26 березня 2018 | 12  | Адаптовано за ранобе написаного Широу Шираторі                                      | [ 10 ] |
| 100 Sleeping Princes and the Kingdom of Dreams               | 5 липня 2018    | 20 вересня 2018 | 12  | Адаптація з відеогри GCrest.                                                        | [ 11 ] |
| Pastel Memories                                              | 8 січня 2019    | 26 березня 2019 | 12  | Адаптація з відеогри FuRyu.                                                         | [ 12 ] |
| Mini Toji                                                    | 12 січня 2019   | 16 березня 2019 | 10  | Повязано з Toji no Miko.                                                            | [ 13 ] |
| High School Prodigies Have It Easy Even In Another World     | 3 жовтня 2019   | 19 грудня 2019  | 12  | Адаптовано за ранобе написаного Ріку Місора.                                        | [ 14 ] |
| Didn't I Say to Make My Abilities Average in the Next Life?! | 7 жовтня 2019   | 23 грудня 2019  | 12  | Адаптовано за ранобе написаного FUNA.                                               | [ 15 ] |
| White Cat Project: Zero Chronicle                            | 6 квітня 2020   | 22 червня 2020  | 12  | Адаптація з відеогри Colopl.                                                        | [ 16 ] |
| Super HxEros                                                 | 4 липня 2020    | 26 вересня 2020 | 12  | Адаптація манґи написаної Рьома Кітада.                                             | [ 17 ] |
| Bottom-tier Character Tomozaki                               | 8 січня 2021    | 26 березня 2021 | 12  | Адаптовано за ранобе написаного Юкі Яку.                                            | [ 18 ] |
| Higehiro                                                     | 5 квітня 2021   | 28 червня 2021  | 13  | Адаптовано за ранобе написаного Shimesaba                                           | [ 19 ] |
| Miss Shachiku and the Little Baby Ghost                      | 7 квітня 2022   | 23 червня 2022  | 12  | Адаптація манґи написаної Імарі Аріта                                               | [ 20 ] |
| Love After World Domination                                  | 8 квітня 2022   | 24 червня 2022  | 12  | Адаптація манґи написаної Хіроші Нода                                               | [ 21 ] |
| My Stepmom's Daughter Is My Ex                               | 6 квітня 2022   | 21 вересня 2022 | 12  | Адаптовано за ранобе написаного Кьосуке Камішіро                                    | [ 22 ] |
| The Angel Next Door Spoils Me Rotten                         | 7 січня 2023    | 25 березня 2023 | 12  | Адаптовано за ранобе написаного Saekisan                                            | [ 23 ] |
| My Tiny Senpai                                               | 2 липня 2023    | 1 жовтня 2023   | 12  | Адаптація манґи написаної Saisō                                                     | [ 24 ] |
| A Girl & Her Guard Dog                                       | 29 вересня 2023 | 22 грудня 2023  | 13  | Адаптація манґи написаної Hatsuharu                                                 | [ 25 ] |
| The Vexations of a Shut-In Vampire Princess                  | 7 жовтня 2023   | 30 грудня 2023  | 12  | Адаптовано за ранобе написаного Котей Кобаяші                                       | [ 26 ] |
| Butareba: The Story of a Man Turned into a Pig               | 8 жовтня 2023   | 6 лютого 2024   | 12  | Адаптовано за ранобе написаного Такума Сакаї                                        | [ 27 ] |
| Bottom-tier Character Tomozaki 2nd Stage                     | 3 січня 2024    | 27 березня 2024 | 13  | продовження Bottom-tier Character Tomozaki                                          | [ 28 ] |
| Senpai Is an Otokonoko                                       | 5 липня 2024    | 27 вересня 2024 | 12  | Адаптація манґи написаної Pom                                                       | [ 29 ] |
| Why Does Nobody Remember Me in This World?                   | 13 липня 2024   | 28 вересня 2024 | 12  | Адаптовано за ранобе написаного Кей Сазане                                          | [ 30 ] |
| Ameku M.D.: Doctor Detective                                 | 2 січня 2025    | TBA             | TBA | Адаптація новели написаної Мікіто Чінен                                             | [ 31 ] |

### ONA
| Назва                    | Дата виходу                    | Еп. | Нотатки                                | Прим          |
| ------------------------ | ------------------------------ | --- | -------------------------------------- | ------------- |
| Cute Executive Officer   | 1 січня 2021                   | 13  | Адаптовано манґу, написану Одеко Фуджі | [ 32 ] [ 33 ] |
| Cute Executive Officer R | 1 липня 2023 — 23 вересня 2023 | 13  | Продовження Cute Executive Officer     | [ 34 ]        |

### OVA
| Рік  | Назва                               | Дата виходу                        | Нотатки                                          | Прим.  |
| ---- | ----------------------------------- | ---------------------------------- | ------------------------------------------------ | ------ |
| 2012 | Zettai Junpaku: Mahō Shōjo          | 12 серпня 2012                     | Адаптовано з додзінсі.                           | [ 35 ] |
| 2013 | Ro-Kyu-Bu!: Tomoka no Ichigo Sundae | 20 червня 2013                     |                                                  | [ 36 ] |
| 2014 | Recently, My Sister Is Unusual      | 30 червня 2014                     | Продовження Recently, My Sister is Unusual.      | [ 37 ] |
| 2016 | Girls Beyond the Wasteland          | 25 березня 2016                    |                                                  | [ 38 ] |
| 2020 | Katana Maidens – Tomoshibi          | 25 жовтня 2020 — 29 листопада 2020 | Адаптовано з відеоігри Square Enix. 2 епізоди.   | [ 39 ] |
| 2021 | Bottom-tier Character Tomozaki      | 7 травня 2021 — 2 червня 2021      | Адаптація ранобе, написаного Юкі Яку. 2 епізоди. | [ 40 ] |